# Маслов Валентин Іванович
Валенти́н Іва́нович Ма́слов (нар. 19 вересня 1937 року, Ленінград, РСФРР) — педагог, доктор педагогічних наук (1991), професор (1991), почесний член НАПНУ (2015).

## Біографічні дані
Народився 19 вересня 1937 року в Ленінграді.
У 1961 році закінчив Київський університет. З 1969 по 1974 — був директором школи в Києві. 
З 1974 по 1992 та з 1999 — у Центральному інституті удосконалення вчителів: з 1981 по 1992 — завідувач кафедри управління та школознавства, з 2001 по 2007 — завідувач кафедри менеджменту освіти, економіки та маркетингу, з 2007 по 2015 — професор тієї ж кафедри, з 2015 — науковий консультант кафедри управління навчальними закладами та педагогіки вищої школи. 
З 1992 по 1999 рік — професор кафедри теорії та історії педагогіки Національного педагогічного університету.
З 2018 року працює професором кафедри педагогіки, початкової освіти та освітнього менеджменту Ніжинського державного університету імені Миколи Гоголя.

## Наукова робота
Досліджує методологію управління загальноосвітніми навчальними закладами; теоретичні засади й технології формування управління компетентності керівників закладів освіти та шляхи її підвищення в системі післядипломної освіти.
Автор понад 70 наукових праць з питань управління освітою, в тому числі трьох монографій з проблем педагогічного менеджменту, навчальних і методичних посібників та рекомендацій для слухачів курсів з підвищення кваліфікації керівних працівників освіти. Під керівництвом Маслова В. І. захищено 6  докторських та 6 кандидатських дисертацій.

### Основні праці
За ЕСУ:
- Теория и методика организации непрерывного повышения квалификации руководителей школ: учеб. пособ. — К., 1990;
- Управлінська компетентність керівника школи. — К., 1996;
- Наукові основи та функції процесу управління загальноосвітніми навчальними закладами: навч. посіб. — Т., 2007;
- Наукові засади та технології компетентного управління загальноосвітнім навчальним закладом. — Т., 2012 (співавтор);
- Наукові засади та функції компетентного менеджменту у загальноосвітньому навчальному закладі. — К., 2015[1].

## Нагороди та відзнаки
- Медаль «За трудову доблесть» — «до 100-річчя з дня народження В.І. Леніна» (1969);
- Нагрудний знак «Відмінник народної освіти УРСР» (1977);
- «Медаль А. С. Макаренка» — «за багаторічну невтомну працю, успіхи в підвищенні кваліфікації працівників народної освіти» (1987);
- Нагрудний знак «Ветеран праці» — «за багаторічну сумлінну працю» (1997);
- Медаль «1500-річчя м. Києва» — «за сумлінну роботу і активну участь у громадському житті» (1998);
- Почесна грамота Кабінету Міністрів України до ювілею ЦІППО та подяка міського голови Києва (2003);
- Нагрудний знак «Відмінник освіти України» (2004);
- Нагрудний знак «Петро Могила» — «за розвиток вищої освіти» (2007);
- Заслужений працівник освіти України (2010)[2].